# Kanina
Kanina – wieś w Polsce, położona w województwie małopolskim, w powiecie limanowskim, w gminie Limanowa.
W latach 1975–1998 wieś administracyjnie należała do województwa nowosądeckiego.

## Położenie
Kanina położona jest w Beskidzie Wyspowym. Leży przy drodze krajowej nr 28. Roztacza się stąd widok na pasmo wzniesień Jaworza, Mogielicę (1170 m n.p.m.), pasmo Jaworzyny Krynickiej, pasmo Radziejowej (Przehyba – 1175 m n.p.m. i Radziejowa - 1262 m n.p.m.), a po stronie południowej na Tatry. Doskonale widać z północnego stoku krzyż na Miejskiej Górze (716 m n.p.m.) oraz wyciąg narciarski na Łysej Górze (785 m n.p.m.).

## Integralne części wsi
| SIMC    | Nazwa      | Rodzaj    |
| ------- | ---------- | --------- |
| 0438423 | Jonina     | część wsi |
| 0438430 | Klimki     | część wsi |
| 0438446 | Kotliny    | część wsi |
| 0438452 | Podstawy   | część wsi |
| 0438469 | Raszówki   | część wsi |
| 0438475 | Trzaskanki | część wsi |

## Historia
Miejscowość Kanina istniała najprawdopodobniej już od XII wieku. Miejscowa parafia powstała prawdopodobnie w 1138.

"na najwyższym dziale (595 m n.p.m.), w miejscu dominującym nad całą okolicą, stoi starożytny modrzewiowy parafialny kościół pod wezwaniem św. Marii Magdaleny, założony roku 1138, którego głosy dzwonów, płynąc dolinami łączą się z dzwonami sąsiednich parafii wspólną modlitwą harmonii, co zwłaszcza cichym wieczorem po rosie sprawia wrażenie nie do opisania. Samo położenie tego kościoła świadczy o wielkiej jego starożytności i o pierwotnym przeznaczeniu głoszenia chwały Bożej, nie samej dzisiejszej parafii, której górzysty obszar był prawdopodobnie wówczas jeszcze dziewiczym lasem zarosły, lecz o wiele wcześniejszym osadom, powstającym na porzeczach Słomki i Smolnika”.

Inna wersja podaje, że pierwotnie maleńki i ubogi kościół znajdował się na Buczkach, (obecnie znajduje się tam kapliczka i drewniany krzyż), wybudowany prawdopodobnie na miejscu kultowym słowiańskiego bożka Strzygi. Akta wizytacyjne podają jednak, że parafia Fundacji Rycerskich powstała w II połowie XV wieku, a przy drewnianym kościele od 1521 istniała szkoła parafialna. Drewniany kościół uległ dwa razy spaleniu. Ostatni pożar w roku 1886. Na miejscu całkowicie spalonego kościoła postawiono nową, murowaną świątynię, która służy wiernym również teraz.

## Galeria Zdjęć

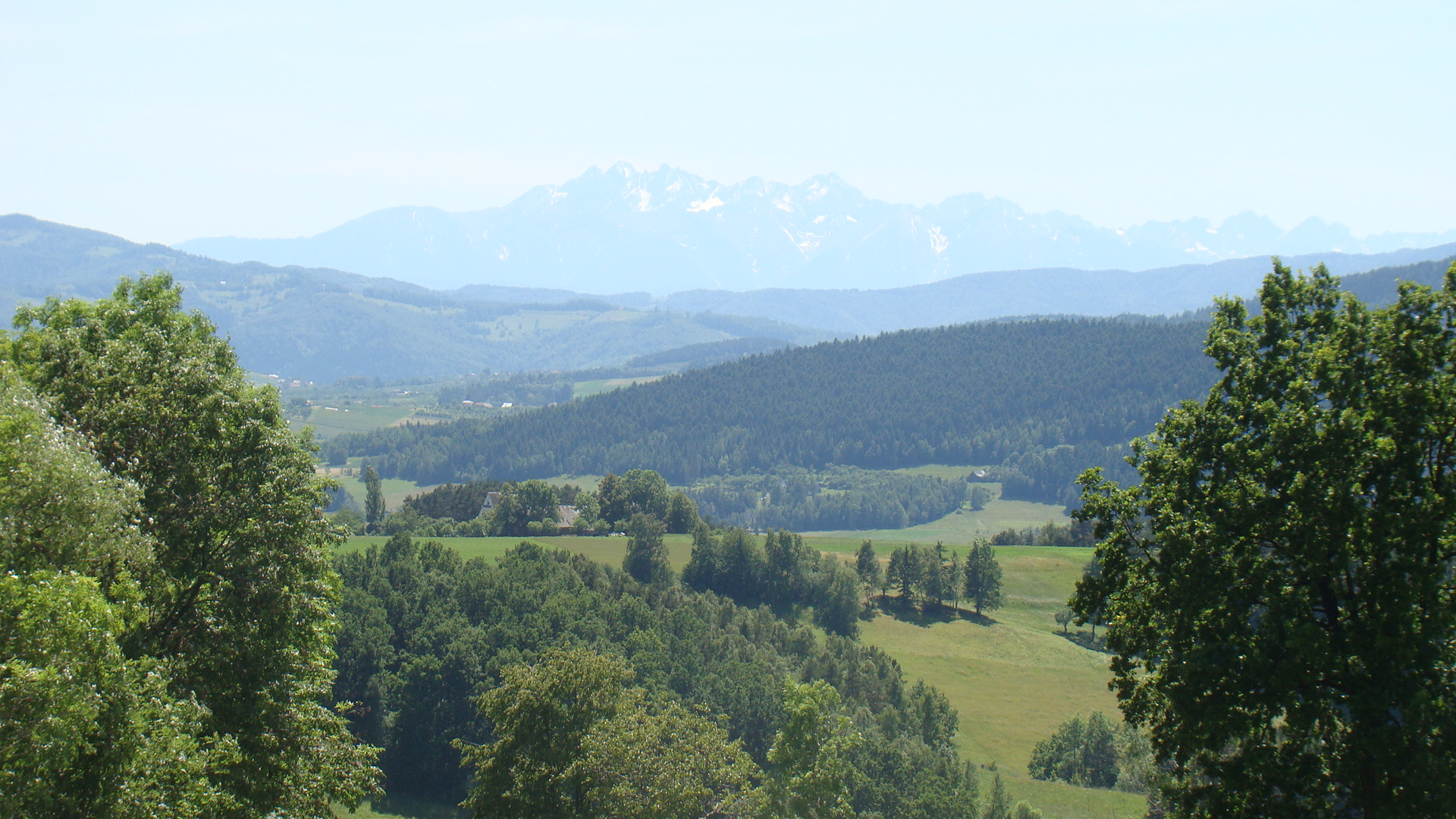
Widok Tatr i Beskidu z drogi krajowej nr 28 w Kaninie
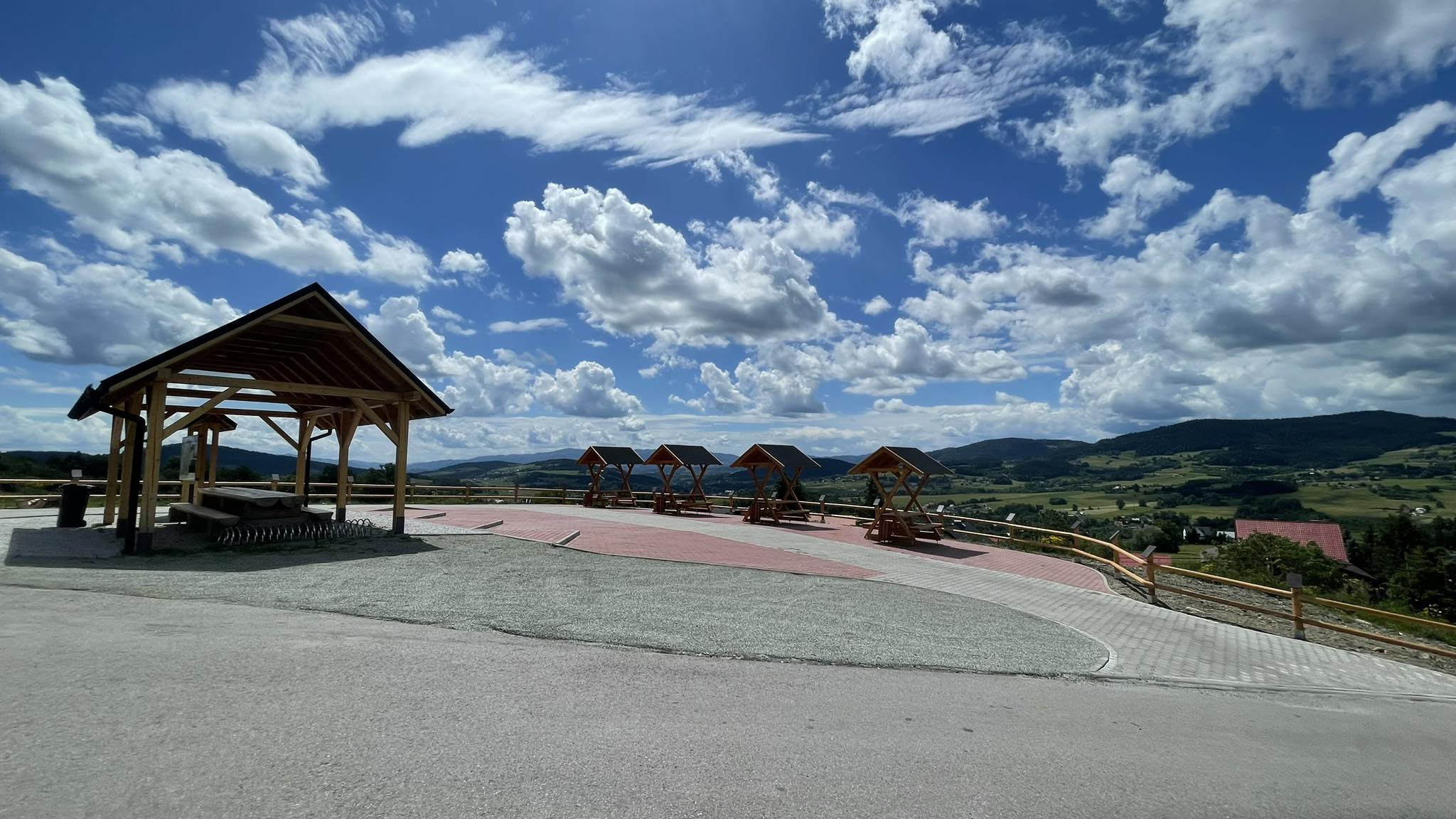
Punkt widokowy w Kaninie
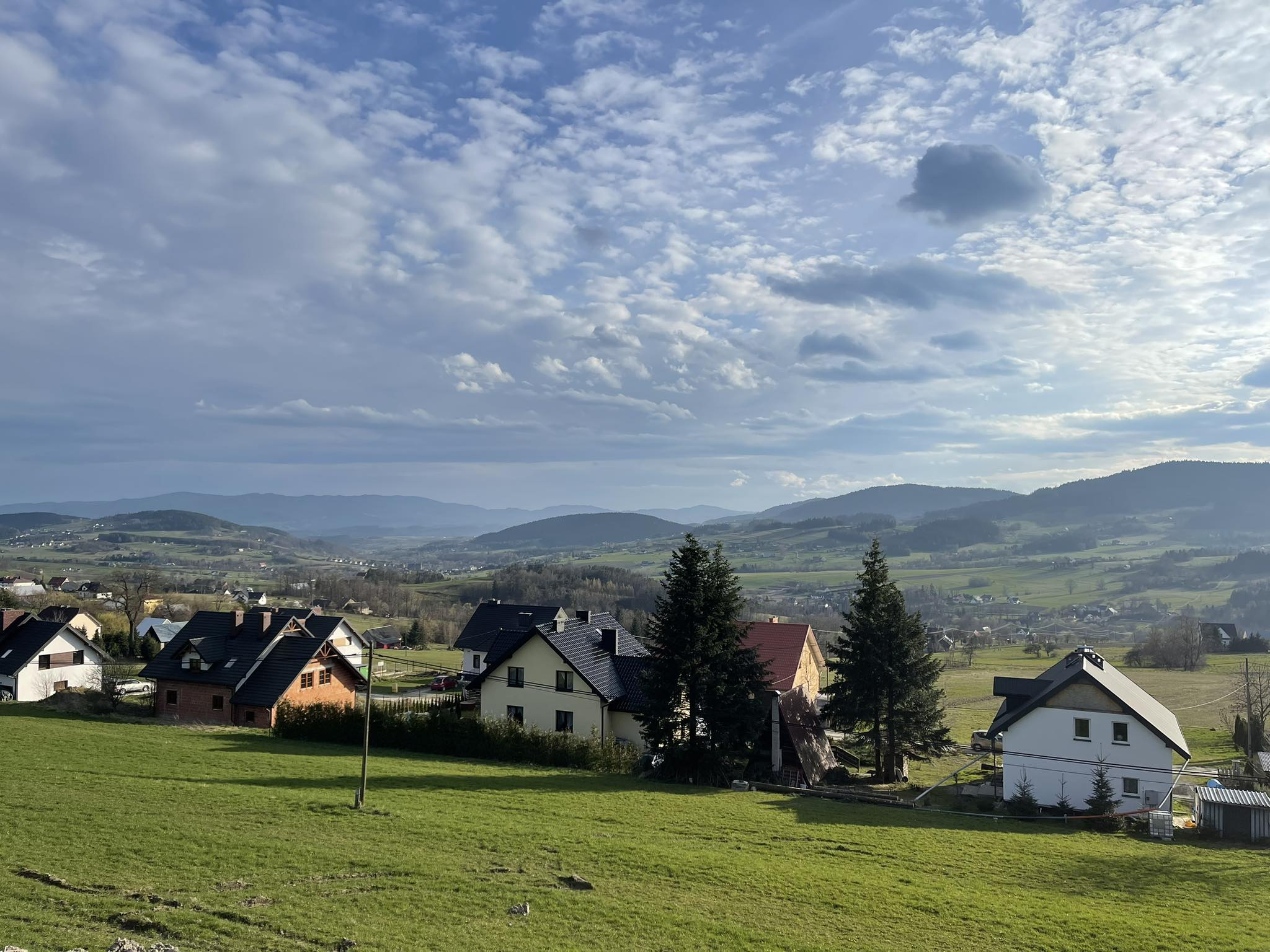
Widok z punktu widokowego w Kaninie
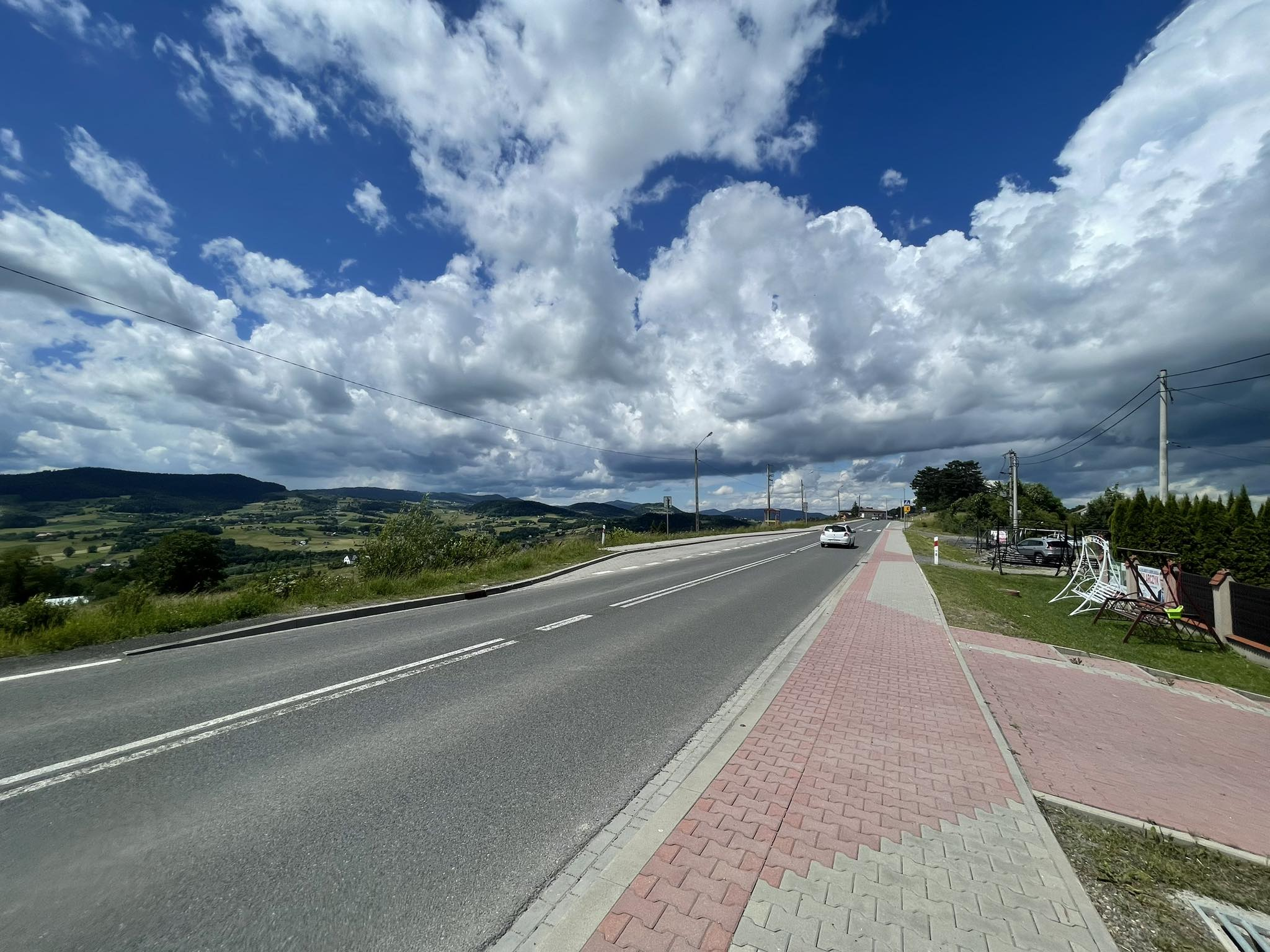
Droga krajowa nr 28 przebiegająca przez miejscowość
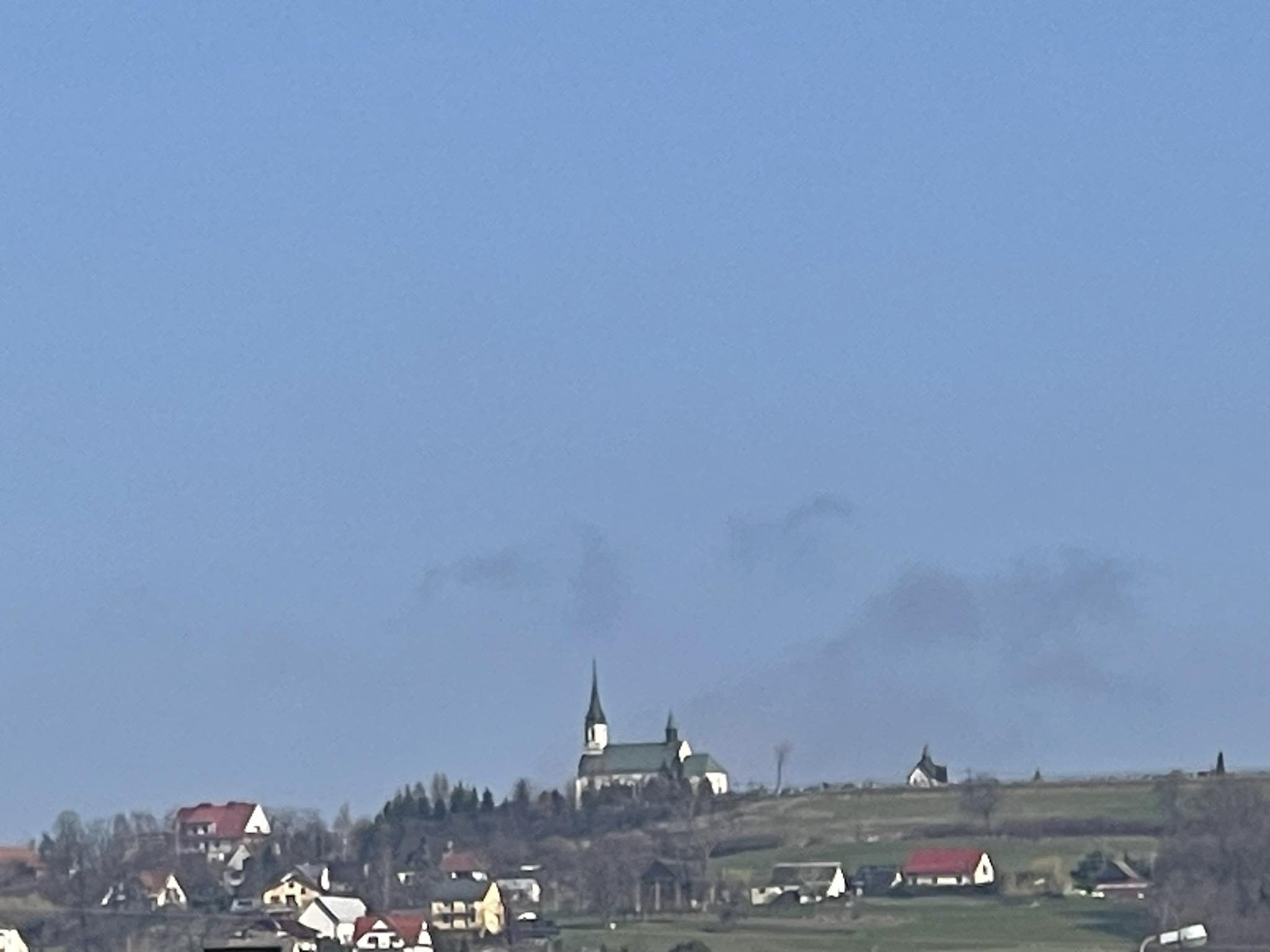
Kanina widziana z Przyszowej
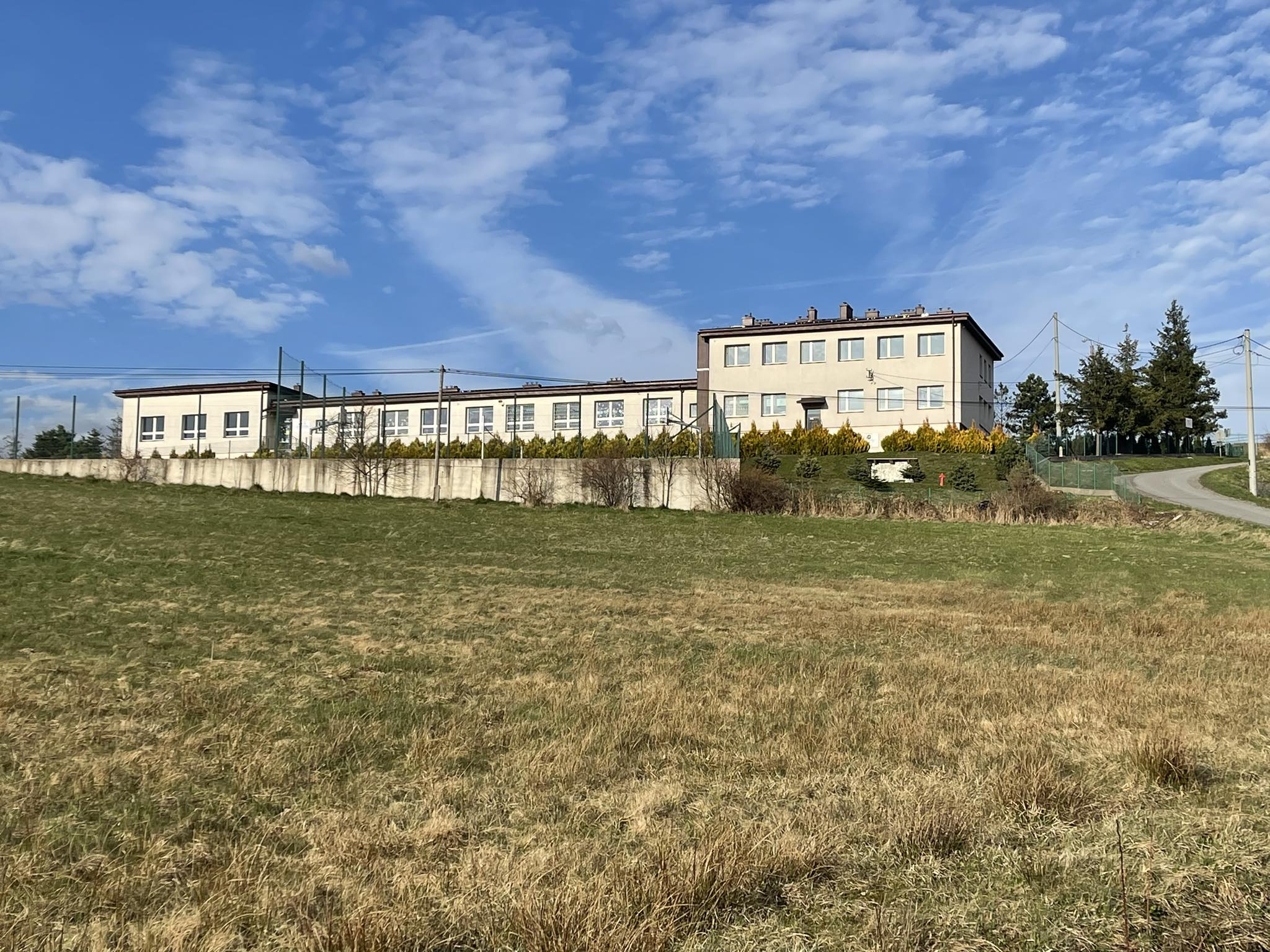
Szkoła podstawowa w Kaninie
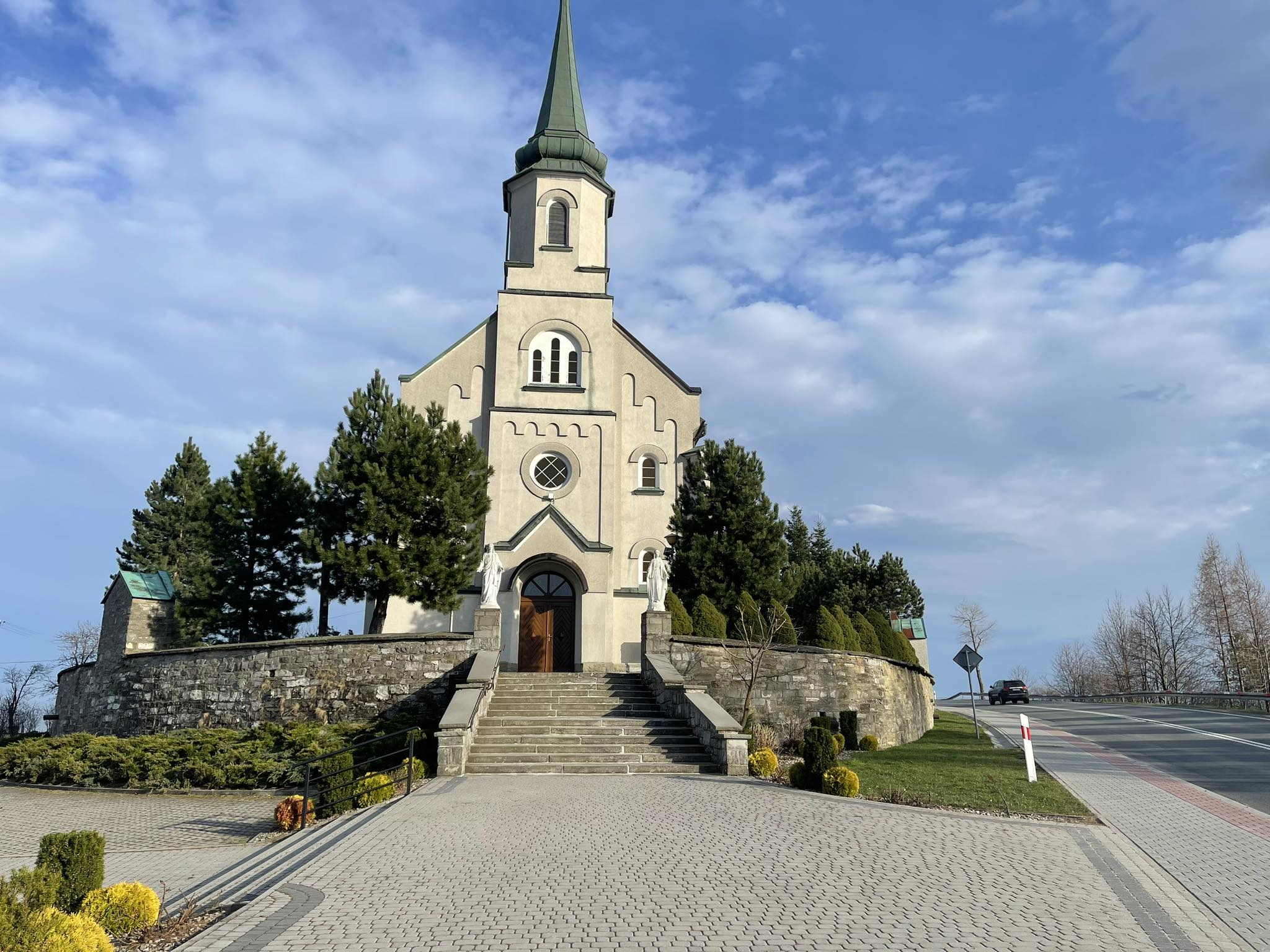
Kościół św. Marii Magdaleny w Kaninie